# Universitatea Transilvania din Brașov
Fiind considerata cea mai mare universitate din centrul României,  Universitatea Transilvania din Brașov (UNITBV) este o universitate de educație și cercetare științifică din Brașov, România, care cuprinde 18 facultăți, cu un număr de peste 20.880 de studenți și peste 700 de cadre didactice. Aceasta este o universitate comprehensivă care oferă programe de studii în domenii diverse, precum: inginerie mecanică, inginerie industrială, calculatoare, construcții, silvicultură, ingineria lemnului, design de produs, alimentație și turism, informatică, matematică, științe economice, medicină, psihologie, pedagogie, muzică, lingvistică, drept, sociologie și asistență socială. 
În universitate funcționează 98 programe de studii de licență: 81 la forma de învățământ cu frecvență (IF) și 17 la formele de învățământ cu frecvență redusă (IFR) și la distanță (ID), 66 de programe de studii de masterat (63 IF și 3 IFR) și 22 domenii de doctorat (IF și FR). 
Universitatea Transilvania din Brașov este parte activă a comunității brașovene, prin acțiuni precum: „Ziua Universității”, „Stagiunea de concerte a universității”, „Festivalul Etnovember”, „Literatura iese în Oraș”, „Transilvania Summer Event”, „Chamber Jazz la Universitatea Transilvania” și prin alte evenimente realizate la centrele culturale ale universității, prin conferințe și dezbateri publice sau prin evenimentele caritabile pe care le găzduiește.
Prin Centrul Muzical și cel Multicultural, universitatea a ieșit constant în comunitate. Expozițiile de sculptură, lansările de carte, întâlnirile cu personalități ale lumii artistice sau științifice sunt tot atâtea argumente în favoarea alegerii universității brașovene ca un loc firesc și normal de formare și dezvoltare a viitorilor profesioniști, indiferent de domeniul de studiu ales.
„Echipa BlueStreamline, automobilul electric, școala de restaurare IL sunt alte realizări ale studenților universității realizate sub îndrumarea cadrelor didactice și care sunt deja recunoscute nu numai printre brașoveni. Etnovember, școlile de vară pentru studenți, conferințe și workshopuri la care au participat cadre didactice și studenți, acțiuni de voluntariat, competiții sportive și spectacole cultural artistice sunt alte activități la care studenții au participat pe parcursul anilor”.
Pentru viitorii studenți, actuali elevi, universitatea a organizat pregătire pentru examenul de bacalaureat la disciplinele matematică, informatică și limba română, dar a organizat și activități în cadrul „Săptămânii altfel” sau a proiectului „Liderii de mâine”. A fost organizată „International students cultural night” – seară culturală organizată împreună cu studenții internaționali care studiază la UNITBV. În ultimii ani comunitatea a devenit și ea parte din universitate prin evenimente precum „Podiumul companiilor” sau „Absolvenții în Fața COmpaniilor” (AFCO).
Implicarea Universității Transilvania din Brașov în Alianța Universităților Europene UNITA și lansarea în noiembrie 2023 a unui proiect de 14 milioane de euro, finanțat de Comisia Europeană, marchează un pas important în integrarea instituției în spațiul academic european. Acest proiect facilitează participarea studenților și a cadrelor didactice la mobilități academice, programe comune de studiu și cercetare, precum și colaborări internaționale. Finanțarea europeană contribuie, de asemenea, la îmbunătățirea infrastructurii și a resurselor educaționale, având un impact pozitiv asupra calității actului didactic și de cercetare din cadrul universității. 

## Istoric
În anul 1948 se pun bazele învățământului superior în Brașov, prin înființarea Institutului de Silvicultură, iar în 1949, Institutul de Mecanică. În 1953 Institutul de Silvicultură a devenit Institutul Forestier, iar în urma fuzionării dintre acesta și Institutul de Mecanică, a luat ființă Institutul Politehnic din Brașov. În cadrul acestui institut în anul 1959 ia ființă secția de Industrializare a Lemnului, iar în 1964, secția de Tehnologii de Fabricație. În 1960 se înființează Institutul Pedagogic (Matematică, Fizică - Chimie, Biologie), iar ulterior în anul 1969 Catedra de Muzică.
Prin fuzionarea celor două institute, respectiv cel Politehnic și cel Pedagogic, în 1971, apare Universitatea din Brașov. Structura Universității din Brașov, aprobată prin Hotărârea Consiliului de Miniștri nr. 1285/15 oct. 1971, cuprindea opt facultăți: Facultatea de Mecanică; Facultatea de Tehnologia Construcțiilor de Mașini; Facultatea de Silvicultură și Exploatarea Pădurilor; Facultatea de Industria Lemnului; Facultatea de Matematică și Informatică; Facultatea de Fizică-Chimie; Facultatea de Științe Naturale și Agricole și Facultatea de Muzică. În anul 1991, la propunerea Senatului Universității din Brașov, prin nota Guvernului României din 4 ianuarie 1991 și Ordinul Ministrului Învățământului și Științei nr. 4894 din 22 martie același an, devine Universitatea „Transilvania” din Brașov.
Începând cu anul universitar 1990/1991, facultăților constituite li se mai adaugă Facultatea de Electrotehnică, Facultatea de Muzică, Facultatea de Științe și Facultatea de Științe Economice, pentru ca în următorul an universitar să-și deschidă porțile Facultatea de Medicină și două colegii universitare: Colegiul Universitar Tehnic și Colegiul Universitar Forestier, Economic și de Informatică.
În anul 1995, Catedra de Psihologie - Pedagogie - Metodică, pe structura căreia s-a înființat Seminarul Pedagogic Universitar, devine Departamentul de Pregătire a Personalului Didactic, iar Facultatea de Tehnologia Construcțiilor de Mașini se divide în: Facultatea de Inginerie Tehnologică și Facultatea de Știința și Ingineria Materialelor.
În anul 1998, „Punctul local de contact în domeniul Învățământului la distanță” din cadrul rețelei de Centre de Studii pentru Învățământ la Distanță, creat prin programul PHARE, devine Departamentul pentru Învățământ la Distanță, care în anul 2005 își schimbă denumirea în Departamentul de Învățământ la Distanță și Frecvență Redusă.
În anul 2001, Facultatea de Electrotehnică și-a lărgit numărul de specializări, schimbându-și denumirea în Facultatea de Inginerie Electrică și Știința Calculatoarelor.
În anul 2002, din cadrul Facultății de Științe Economice se desprinde Facultatea de Drept și Sociologie, iar Facultatea de Științe se reorganizează în trei facultăți: Facultatea de Matematică-Informatică, Facultatea de Litere și Facultatea de Sport și Educație Fizică. Din același an funcționează Colegiul Universitar Pedagogic și de Filologie și Colegiul Universitar Medical.
În anul 2003, din cadrul Facultății de Silvicultură se desprinde Facultatea de Construcții, iar Facultatea de Mecanică devine Facultatea de Inginerie Mecanică.
În anul 2004, Catedra deja existentă, de Psihologie - Pedagogie - Metodică, înființează o structurǎ autonomǎ și anume, Facultatea de Psihologie și Științele Educației.
În anul 2010, Facultatea de Drept și Sociologie se redefinește prin două noi structuri, respectiv Facultatea de Drept și Facultatea de Sociologie și Comunicare, aceasta din urmă propunând din 2017 un nou program de studii de licență: Media digitală, respectiv Media digitală (în limba engleză), din 2022.
Începând cu anul universitar 2005-2006, activitatea didactică este organizată pe cicluri de studii: studii de licență, studii de masterat și studii doctorale. S-au proiectat noi planuri de învățământ, noi programe analitice (fișe ale disciplinelor), s-au promovat metode moderne de predare - învățare - evaluare, care au în vedere achiziția de cunoștințe și crearea competențelor cerute absolvenților de piața forței de muncă.
Universitatea Transilvania a fost condusă de-a lungul timpului de:
| Institutul de Silvicultură            | Emil NEGULESCU        | − 1948 – 1949              |
| Institutul de Silvicultură            | C.P. BREGA            | − 1949 – 1950              |
| Institutul de Silvicultură            | Atanasie HARALAMB     | − 1950 – 1951              |
| Institutul de Silvicultură            | Ioan DAMIAN           | − 1951 – 1953              |
| Institutul de Silvicultură            | Traian POPOVICI       | − 1953 – 1956              |
| Institutul de Mecanică                | Werner VOINAROVSKI    | − 1949 – 1951              |
| Institutul de Mecanică                | Mircea VOINESCU       | − 1951 – 1953              |
| Institutul de Mecanică                | Gheorghe NIȚESCU      | − 1953 – 1956              |
| Institutul Politehnic                 | Gheorghe NIȚESCU      | − 1956 – 1961; 1966 – 1971 |
| Institutul Politehnic                 | Victor HOFFMANN       | − 1961 – 1966              |
| Institutul Pedagogic                  | Eugen CHIȘ            | − 1960 – 1971              |
| Universitatea din Brașov              | Marin UNTARU          | − 1971 – 1972              |
| Universitatea din Brașov              | Bogdan C. RADU        | − 1972 – 1975              |
| Universitatea din Brașov              | Florea DUDIȚĂ         | − 1975 – 1984              |
| Universitatea din Brașov              | Filofteia NEGRUȚIU    | − 1984 – 1990              |
| Universitatea din Brașov              | Sergiu T. CHIRIACESCU | − 1990 – 1991              |
| Universitatea Transilvania din Brașov | Sergiu T. CHIRIACESCU | − 1991 – 2004              |
| Universitatea Transilvania din Brașov | Ion VIȘA              | − 2004 – 2012              |
| Universitatea Transilvania din Brașov | Ioan Vasile ABRUDAN   | − 2012 – prezent           |

## Facultăți
În universitate, in cadrul celor 18 facultăți, se derulează programe de studii la nivel de licență, masterat, doctorat, precum și programe de formare continuă, în sistemul de învățământ cu frecvență, la distanță și cu frecvență redusă. 
| An universitar | Programe de studii | Programe de studii | Programe de studii | Programe de studii | Programe de studii | Domenii de doctorat |
| An universitar | Licență            | Licență            | Licență            | Masterat           | Masterat           | Domenii de doctorat |
| An universitar | IF*                | IFR*               | ID*                | IF*                | IFR*               | Domenii de doctorat |
| 2023-2024      | 81                 | 6                  | 11                 | 63                 | 3                  | 22                  |

| Facultatea                                                   | Programe de studii |
| Inginerie Mecanică                                           | Licență: Autovehicule rutiere, Autovehicule rutiere (în limba engleză), Ingineria transporturilor și a traficului, Inginerie mecanică, Inginerie mecanică (în limba engleză) Master: Autovehiculul și tehnologiile viitorului, Inginerie virtuală în proiectarea autovehiculelor (în limba engleză), Metode practice integrate în ingineria sistemelor de propulsie (în limba engleză), Securitate rutieră, transport și interacțiunea cu mediul, Simulare și testare în inginerie mecanică, Autovehiculul și mediul |
| Facultatea de Inginerie Tehnologică și Management Industrial | Licență: Construcții aerospațiale, Ingineria și managementul afacerilor, Ingineria și managementul calității, Inginerie economică industrială, Tehnologia construcțiilor de mașini, Mașini unelte și sisteme de producție Master: Ingineria fabricației inovative, Ingineria proceselor de fabricație avansată, Managementul afacerilor în industrie, Managementul calității |
| Facultatea de Știința și Ingineria Materialelor              | Licență: Ingineria sudării, Ingineria securității în industrie, Știința materialelor, Ingineria biomaterialelor, Inginerie economică în domeniul mecanic Master: Ingineria securității și sănătății în muncă, Ingineria și managementul materialelor avansate - metalice, ceramice și compozite, Ingineria sudării materialelor avansate |
| Facultatea de Design de Produs și Mediu                      | Licență: Design industrial, Design industrial (în limba engleză), Ingineria și protecția mediului în industrie, Ingineria sistemelor de energii regenerabile, Inginerie medicală, Mecatronică, Optometrie, Ingineria designului de produs (în limba engleză) Master: Design de produs pentru dezvoltare durabilă și protecția mediului, Sisteme mecatronice pentru industrie și medicină |
| Facultatea de Inginerie Electrică și Știința Calculatoarelor | Licență: Automatică și informatică aplicată, Calculatoare, Electronică aplicată, Tehnologii și sisteme de telecomunicații, Electrotehnică, Inginerie electrică și calculatoare (în limba engleză), Inginerie electronică, telecomunicații și tehnologii informaționale, Robotică, Tehnologia informației Master: Securitate cibernetică (în limba engleză), Sisteme avansate în automatică și tehnologii informatice, Sisteme electrice avansate (în limba engleză), Sisteme electronice și de comunicații integrate |
| Facultatea de Silvicultură și Exploatări Forestiere          | Licență: Cinegetică, Exploatări forestiere, Măsurători terestre și cadastru, Silvicultură Master: Management și sisteme tehnice în exploatări forestiere, Managementul ecosistemelor forestiere, Silvicultură multifuncțională (în limba engleză) |
| Facultatea de Ingineria Lemnului[nefuncțională – arhivă]     | Licență: Ingineria prelucrării lemnului, Ingineria și designul produselor finite din lemn Master: Eco-design de mobilier și restaurare, Structuri avansate din lemn și tehnologii inovative |
| Facultatea de Construcții                                    | Licență: Căi ferate, drumuri și poduri, Construcții civile, industriale și agricole, Instalații pentru construcții Master: Modernizare energetică în mediul construit |
| Facultatea de Științe Economice și Administrarea Afacerilor  | Licență: Administrarea afacerilor (în limba engleză), Afaceri internaționale, Contabilitate și informatică de gestiune, Economia comerțului, turismului și serviciilor, Finanțe și bănci, Informatică economică, Management, Marketing Master: Administrarea afacerilor în turism, Management financiar bancar, Management și strategii de afaceri, Politici contabile, audit și control de gestiune, Politici și strategii de marketing, Relații economice internaționale, Sisteme informatice integrate pentru afaceri |
| Facultatea de Alimentație și Turism                          | Licență: Controlul și expertiza produselor alimentare, Ingineria produselor alimentare, Inginerie și management în alimentația publică și agroturism, Inginerie și management în industria turismului Master: Eco-biotehnologii agricole și alimentare, Management în ospitalitate și eco-agro turism, Sisteme de procesare și controlul calității produselor agroalimentare |
| Facultatea de Matematică și Informatică                      | Licență: Informatică, Informatică aplicată, Informatică aplicată (în limba germană), Matematică informatică Master: Aplicații pentru telefonul mobil și tehnologii internet în E-Business, Structuri matematice fundamentale, Tehnologii internet, Tehnologii moderne în ingineria sistemelor soft |
| Facultatea de Muzică                                         | Licență: Interpretare muzicală – canto, Interpretare muzicală – instrumente, Muzică Master: Meloterapie, Stil și performanță în interpretarea instrumentală și vocală, Tehnica și arta muzicală din sec. XX |
| Facultatea de Medicină                                       | Licență: Medicină, Asistență medicală generală, Balneofiziokinetoterapie și recuperare, Laborator clinic Master: Managementul strategiilor preventive și politici de sănătate, Managementul și strategiile îngrijirilor paliative, Medicină tradițională chineză (în limba engleză) |
| Facultatea de Drept                                          | Licență: Drept Master: Drept privat aprofundat, Legislație europeană și carieră judiciară, Sisteme și instituții de drept internațional și european, Științe penale aprofundate |
| Facultatea de Sociologie și Comunicare                       | Licență: Asistență socială, Comunicare și relații publice, Media digitală, Media digitală (lb.engleză), Resurse umane, Sociologie Master: Asistență și dezvoltare comunitară, Gestiunea campaniilor de imagine, Gestiunea și dezvoltarea resursei umane |
| Facultatea de Educație Fizică și Sporturi Montane            | Licență: Educație fizică și sportivă, Kinetoterapie și motricitate specială, Sport și performanță motrică Master: Diagnoză și prognoză psihomotrică, Educație fizică - Managementul activităților formale, nonformale și de recuperare a stării de sănătate, Performanță sportivă și management în sport |
| Facultatea de Litere                                         | Licență: Limba și literatura chineză - o limbă și literatură modernă (engleză, franceză, germană)/ limbă și literatură română, Limba și literatura engleză - o limbă și literatură modernă (franceză, germană)/ Limba și literatura română, Limba și literatura română - o limbă și literatură modernă (engleză, franceză, germană), Limbi moderne aplicate (limba franceză - limba engleză) - în limba franceză, Limbi moderne aplicate (limba germană - limba engleză) - în limba germană, Studii americane - în limba engleză Master: Inovare culturală, Studii de limbă și literatură română, Studii interculturale în limba și literatura germană (în limba germană), Studii lingvistice pentru comunicare interculturală (în limba engleză), Traducere și interpretariat din limba franceză în limba română (în limba franceză), Limba și literatura română identitate în multiculturalism, Cultura și discurs în spațiul anglo-american |
| Facultatea de Psihologie și Științele Educației              | Licență: Pedagogia învățământului primar și preșcolar, Psihologie, Psihopedagogie specială Master: Psihologia muncii, organizațională și resurse umane, Psihologie clinică, consiliere psihologică și psihoterapie, Psihologie educațională, consiliere școlară și vocațională, Psihopedagogia educației timpurii și a școlarității mici, Resurse umane în educație. Formare și management |

## Cooperare academică internațională
Pentru Universitatea Transilvania din Brașov, internaționalizarea reprezintă un obiectiv strategic și se manifestă sub diverse forme: dezvoltarea de parteneriate cu instituții de învățământ superior și cercetare științifică din întreaga lume, asigurarea cadrului de realizare a mobilităților studenților și cadrelor didactice, participarea în proiecte internaționale de educație și cercetare științifică, realizarea de programe de studii în parteneriat sau cu diplomă dublă. În prezent, Universitatea Transilvania din Brașov are peste 500 de instituții partenere din mai mult de 70 de țări de pe toate continentele. Pentru impulsionarea acestui proces, universitatea finanțează, din fonduri proprii, o serie de programe precum: Transilvania Academica Scholarship – burse pentru studenți internaționali, Transilvania Fellowship for Young Researchers – burse pentru tinerii cercetători, sau Transilvania Fellowship for Visiting Professors, Romanian Diaspora at Transilvania University, Rector's Guests at Transilvania University (în cadrul cărora sunt invitați specialiști de prestigiu din străinătate), Artist in residence @ Tranilvania University.

## Ranking-uri și recunoaștere academică
Rezultatele și performanța universității sunt reflectate de creșterea accelerată a poziției în topurile internaționale (e.g., QS Emerging Europe and Central Asia, U-Multirank, Scimago Institutions Ranking, University Ranking by Academic Performance etc.).
UNITBV își menține și în 2024 poziția, respectiv locul 6 în clasamentul universităților din România în cel mai recent metaranking pentru anul 2023, publicat de Ministerul Educației  fiind inclusă de la prima ediție, publicată în anul 2016, în acest clasament al vizibilității internaționale a universităților românești. 
În 2024, UNITBV urcă trei poziții în clasamentul universităților românești care apar în topul QS World University Rankings 2025 față de ediția anterioară a acestuia. Totodată, Universitatea Transilvania din Brașov intră în grupul celor mai bune 500 de universități europene incluse în acest top. 
În clasamentul Shanghai 2023 pe domenii de studii, Universitatea Transilvania din Brașov a obținut o prezență notabilă, fiind indexată în trei categorii: Matematică (401-500), Științele vieții - Biologie umană (201-300) și Științe Agricole (301-400). Clasamentul Shanghai 2023 pe domenii de studii a inclus 1900 de universități din 104 țări.
În clasamentul Impact Rankings 2020 (clasament internațional care evaluează instituțiile de învățământ superior în funcție de modul cum se pliază pe obiectivele de dezvoltare durabilă stabilite de ONU) dat publicității de Times Higher Education – World University Rankings, care include 767 de universități din 85 de țări, UniTBv se situează pe locul al treilea în topul universităților din România (pe locurile 301-400, din șapte universități din România care figurează în acest top).

## Institutul de Cercetare-Dezvoltare (ICDT)
Universitatea Transilvania din Brașov este singura universitate din România care și-a construit propriul institut pluridisciplinar de cercetare. La momentul finalizării, în 2013, Institutul de Cercetare - Dezvoltare al universității era cea mai mare investiție în infrastructura de cercetare pe care o universitate din România o realiza prin atragere de fonduri europene.
Institutul de Cercetare - Dezvoltare al Universității Transilvania din Brașov (ICDT) a luat naștere printr-un proiect de fonduri structurale destinat în primul rând facilitării creșterii competitivității universității în cercetarea națională și internațională. În subsidiar, dezvoltarea Institutului ICDT a vizat și ancorarea universității în mediul de afaceri din regiune, prin mijlocirea transferului tehnologic și dezvoltarea cercetării aplicate, în strânsă legătură cu nevoile locale și regionale privind cercetarea  -dezvoltarea - inovarea.
Cercetarea științifică din universitate a fost structurată pe 30 de domenii prioritare, interdisciplinare care sa-i permită integrarea cu succes în Aria  Europeană a Cercetării. 
Acestea sunt:
1. Sisteme de energii regenerabile și reciclare;
2. Produse high-tech pentru autovehicule;
3. Simulare numerică, testări și mecanica materialelor compozite;
4. Managementul durabil al resurselor forestiere și cinegetice;
5. Exploatări forestiere, amenajarea pădurilor și măsurători terestre;
6. Sisteme mecatronice avansate;
7. Tehnologii și sisteme avansate de fabricație;
8. Inginerie economică și sisteme de producție;
9. Ecobiotehnologii și echipamente în agricultură și alimentație;
10. Sisteme electrice avansate;
11. Tehnologii și materiale avansate metalice, ceramice și compozite MMC;
12. Sisteme pentru controlul proceselor;
13. Informatică industrială virtuală și robotică;
14. Eco-design de mobilier, restaurare și certificare în industria lemnului;
15. Eco-tehnologii avansate de sudare;
16. Sisteme electronice incorporate și comunicații avansate;
17. Tehnologii inovative și produse avansate în industria lemnului;
18. Modelare matematică și produse software;
19. Centrul de cercetări economice;
20. Centrul de cercetare fundamentală și strategii preventive în medicină;
21. Centrul de medicină aplicată și strategii intervenționale în practica medicală;
22. Centrul pentru cercetări în domeniul inovării și creativității culturale;
23. Cercetări de lingvistică teoretică și aplicată;
24. Calitatea vieții și performanță umană;
25. Designul elementelor și sistemelor mecanice;
26. Comunicare și inovare socială;
27. Dezvoltare personală, profesională, instituțională și educație pentru o comunitate durabilă;
28. Centrul de studii juridice „Emil Poenaru”;
29. Știința muzicii – excelență în interpretarea muzicală;
30. Centrul de proiectare al Institutului PRO-DD.

Cele 11 clădiri ale institutului, care găzduiesc în prezent 30 centre de cercetare dispun de autonomie energetică ridicată și concentrează o infrastructură modernă și complexă de cercetare, constând în linii integrate de echipamente high-tech pentru cercetare avansată în domeniul dezvoltării durabile. Institutul asigură: crearea unui mediu optim de studiu, cercetare, testare și experimentare; posibilitatea de concentrare a unui număr mare de echipamente tehnologice aproape de spațiile de studiu; asigurarea perspectivei de colaborare interdisciplinară prin includerea în spațiul ICDT a unui număr de centre de cercetare din domenii diferite; asigurarea unui spațiu generos pentru cercetare (aplicată), de natură să încurajeze relațiile de colaborare în cercetare - dezvoltare - inovare cu companiile locale, prin dezvoltarea de echipe mixte.

## Alte subdiviziuni

### Biblioteca Centrală Universitară
Biblioteca Universității Transilvania din Brașov este o bibliotecă de tip universitar, care participă activ la procesul de educație și cercetare, deservind prioritar studenții, cadrele didactice și cercetătorii din universitate.
Biblioteca Universității Transilvania din Brașov funcționează ca departament al universității, cu structuri specifice de servicii, birouri și ateliere de lucru, care asigură baza documentară și de informații necesare procesului de învățământ și cercetare, realizează valorificarea și comunicarea informațiilor, facilitează accesul diversificat și rapid la toate categoriile de surse, oferă servicii specializate de bibliotecă adecvate pentru toate categoriile de utilizatori. 
Fond de publicații:
- 763.387  volume cărți;
- 135.039  volume publicații periodice;
- 22.036 exemplare descrieri de invenții;
- 50.098  volume colecții speciale
- 81.203 exemplare standarde.[24]

### Centrul Multicultural
Centrul Multicultural al Universității Transilvania din Brașov este atât un spațiu de întâlnire între comunitate și arta contemporană, cât și un program de evenimente și proiecte conceput pentru a promova expresia artistică și ideile diferitelor culturi care compun lumea în care trăim.
Prin deschiderea sa multidisciplinară, activitatea Centrului include proiecte din artele vizuale, literatură, muzică contemporană, film, teatru, dans, filosofie, publicistică ș.a., coordonate sau curatoriate de personalități recunoscute. 

### Centrul Muzical
Centrul Muzical Arhivat în 26 septembrie 2020, la Wayback Machine. este o extensie a Universității, având ca obiective promovarea culturii muzicale și a educației artistice atât a comunității academice, cât și a publicului brașovean.
Acesta a fost înființat în 2015 și în fiecare an universitar organizează evenimente artistice care reunesc nume cunoscute ale scenei românești și internaționale și promovează studenții și tinerii absolvenți ai Facultății de Muzică din cadrul Universității Transilvania din Brașov sau ai altor Facultăți de Muzică din țară. Evenimentele se desfășoară la Aula Sergiu T. Chiriacescu. Printre acestea enumerăm concertele și recitalurile incluse în Stagiunea de Concerte, Festivalul studențesc al Muzicii de Cameră Brassovia și Gala de Operă. Momentele muzicale gravitează în jurul pianului de concert Steinway & Sons, al celei mai moderne orgi digitale din țară sau al clavecinului Neupert „Blanchet”.
În deschiderea anului universitar 2019-2020, și, totodată, a unei noi stagiuni de concerte a Centrului Muzical, a avut loc debutul Orchestrei de Cameră a Universității Transilvania din Brașov (Transilvania University Chamber Orchestra, TUCO) sub bagheta maestrului Traian Ichim. Proaspăt înființata orchestră de cameră îl are ca Președinte de Onoare pe prof. dr. ing. Ioan Vasile Abrudan, rector al Universității Transilvania din Brașov. Printre membrii orchestrei se numără cei mai buni tineri muzicieni din comunitatea academică brașoveană, actuali și foști studenți ai Universității Transilvania din Brașov. Membrul fondator al acestui proiect unic în spațiul academic românesc este doamna prof. dr. Stela Drăgulin. Dorința ce a stat la baza fondării acestui ansamblu instrumental este aceea de a reprezenta Universitatea Transilvania la cel mai înalt nivel al excelenței interpretative.

### Institutul Confucius
Institutul a fost inaugurat în 2012, fiind creat în parteneriat cu Universitatea Jianzhu din Shenyang, China și funcționează în baza unui acord de cooperare încheiat între Universitatea Transilvania din Brașov și Hanban - Cartierul General al Institutelor Confucius din Beijing.
Institutul Confucius al Universității Transilvania din Brașov Arhivat în 26 noiembrie 2019, la Wayback Machine. este o organizație non-profit care are ca scop predarea și promovarea învățării limbii chineze, înțelegerea culturii și civilizației chineze, schimburile culturale, educaționale și științifice cu China contemporană.

### Mediateca Norbert Detaeye
Mediateca este un centru cultural al Universității Transilvania din Brașov, deschis accesului comunității academice, studenților și tuturor celor care sunt interesați de colecțiile și programele sale.
Mediateca oferă colecții de CD-uri, DVD-uri, casete video, vinyl-uri, reviste și cărți, precum și o serie de echipamente audio-video.

### Centrul pentru învățarea limbilor moderne
Centrul pentru învățarea limbilor moderne al Universității Transilvania din Brașov prin personalul său și dotările de care dispune, are misiunea să ofere servicii lingvistice de calitate, la toate nivelurile mediului universitar – studenți, doctoranzi, cadre didactice și să creeze competențe în domeniul limbilor moderne pentru mediul de afaceri, agenți economici și pentru întreaga comunitate brașoveană.
Acesta reprezintă una din interfețele mediului universitar cu comunitatea căreia i se adresează și este implicat în activități de cercetare și formare prin colaborarea cu alte departamente ale universității.

## Galerie de imagini

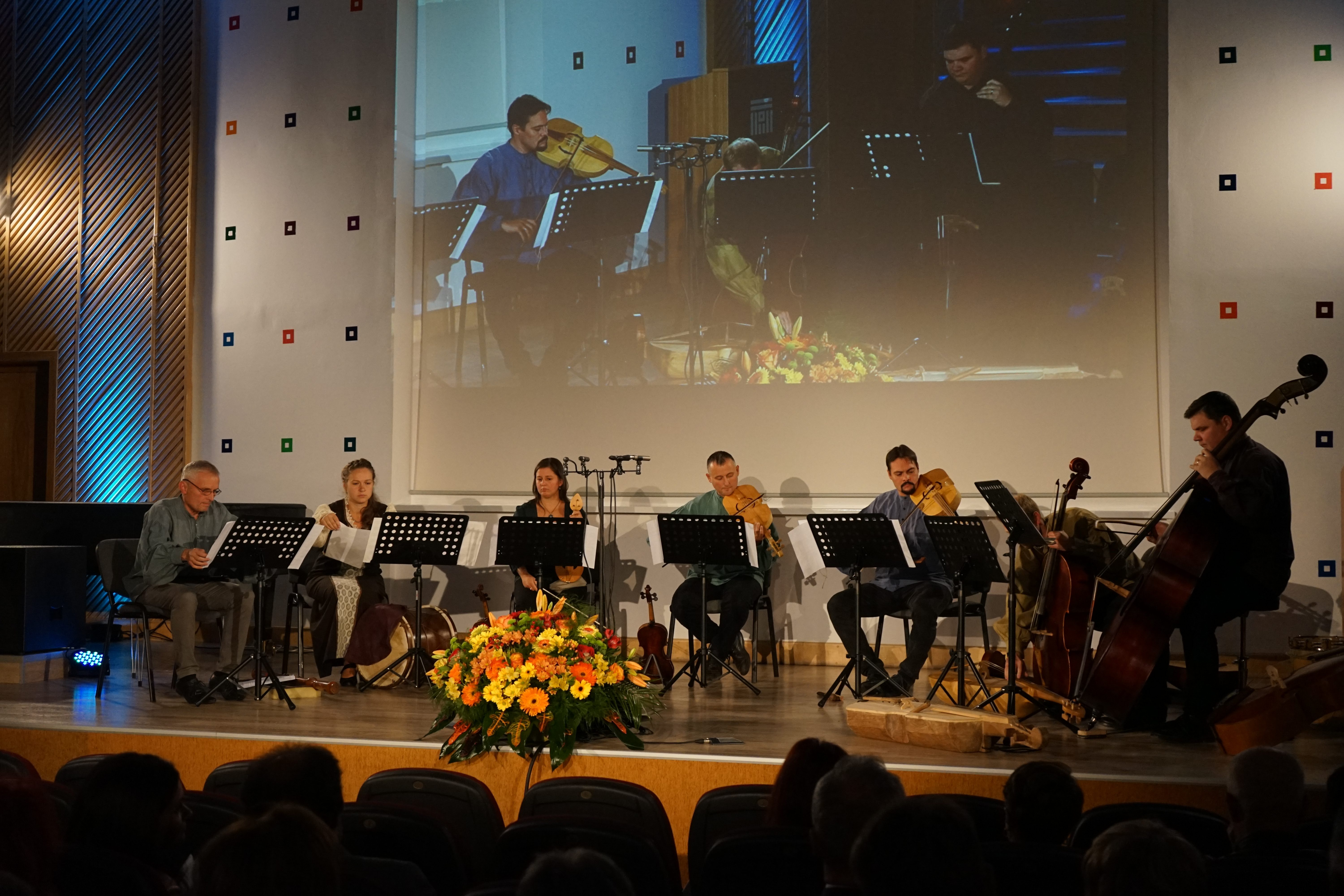
Deschiderea stagiunii de concerte (1 octombrie 2018) Credit foto: UNITBV
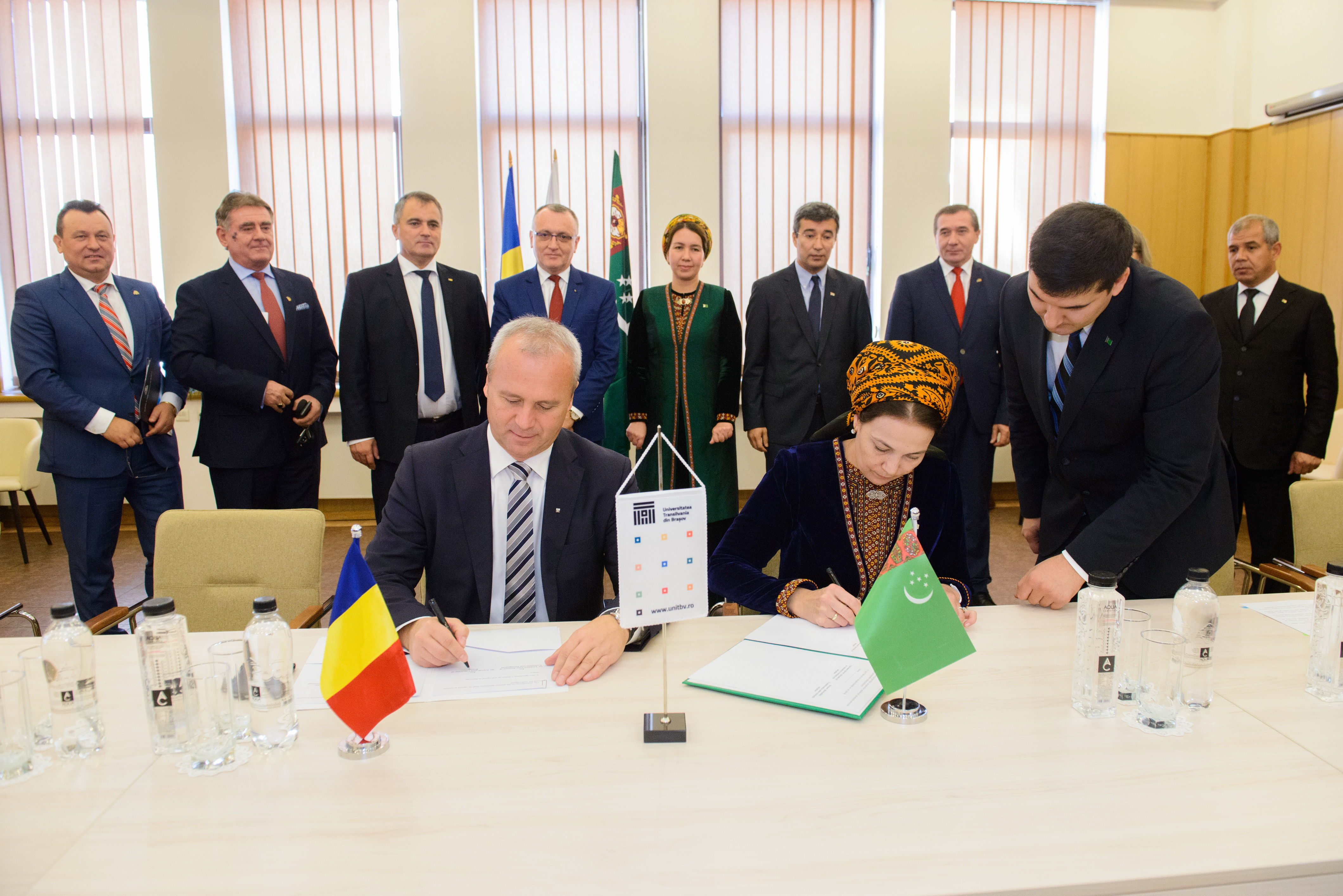
Acord de colaborare interuniversitar România – Turkmenistan (octombrie 2018) Credit foto: UNITBV
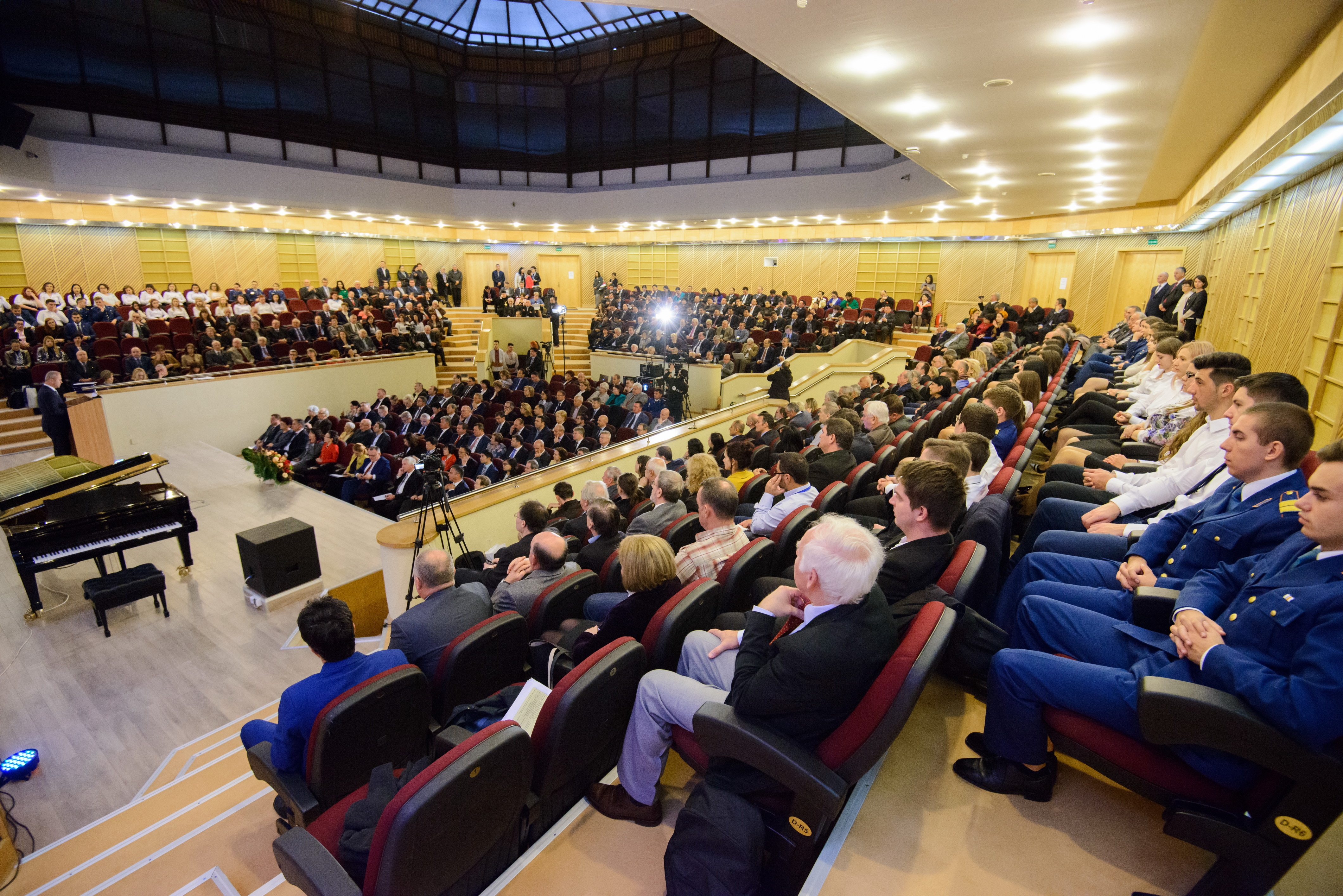
Moment aniversar universitatea la 70 de ani (26 octombrie 2018) Credit foto: UNITBV
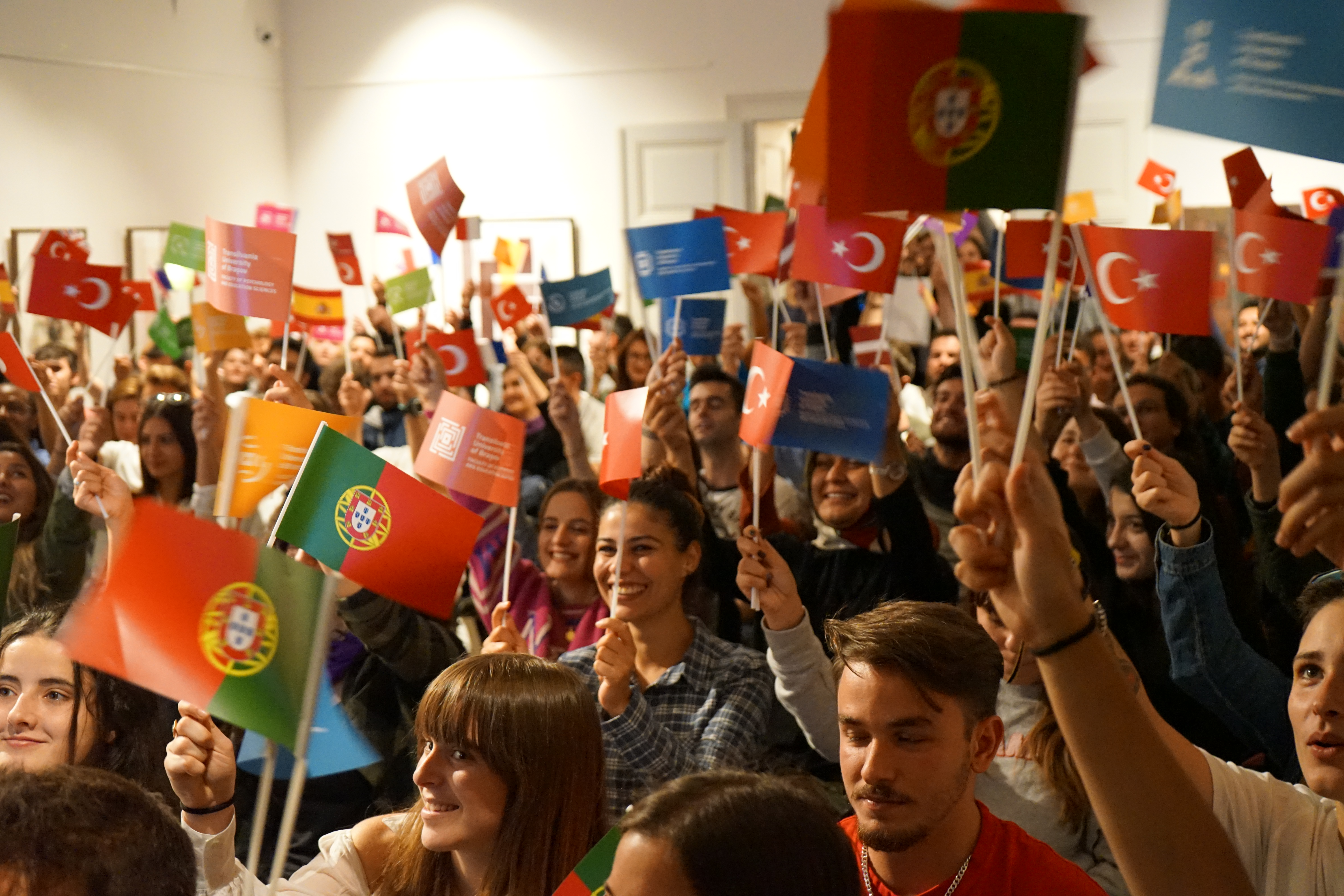
Erasmus Day la Universitatea Transilvania din Brașov (2018) Credit foto: UNITBV
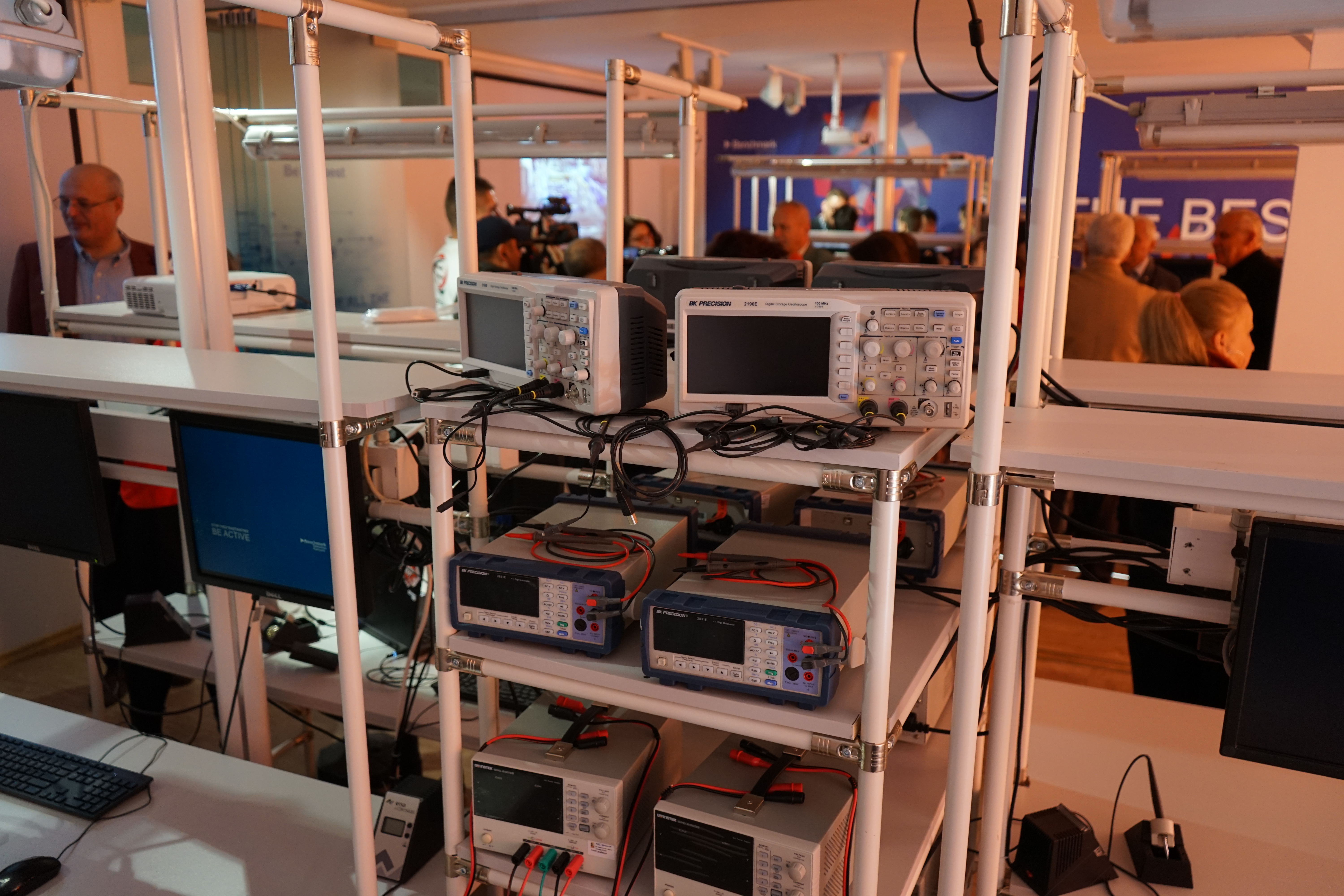
Lansare laborator Benchmark în cadrul Facultății de Inginerie electrică și știința (2018) Credit foto: UNITBV
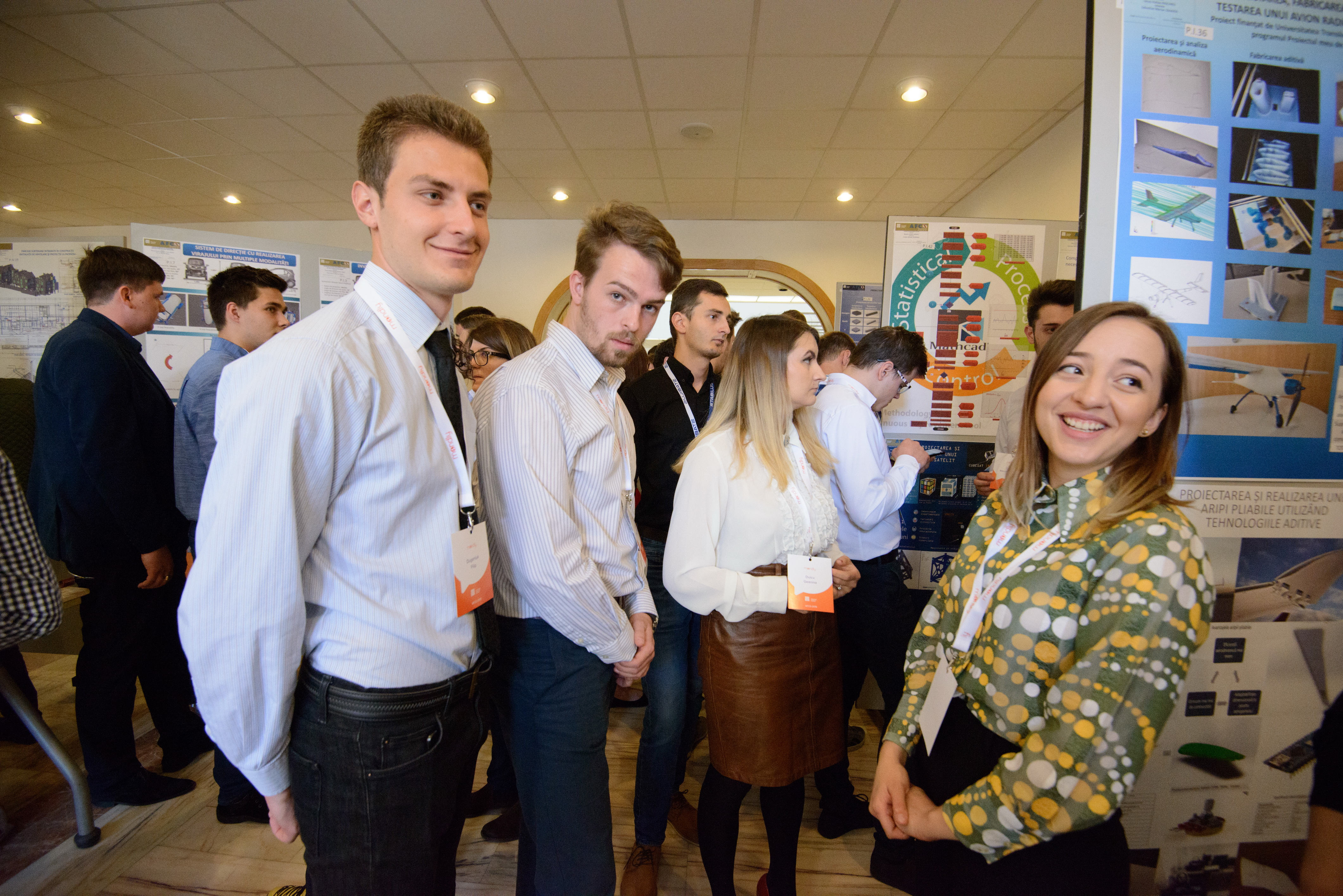
Evenimentul anual Absolvenții în fața companiilor (ediția AFCO 2019) Credit foto: UNITBV
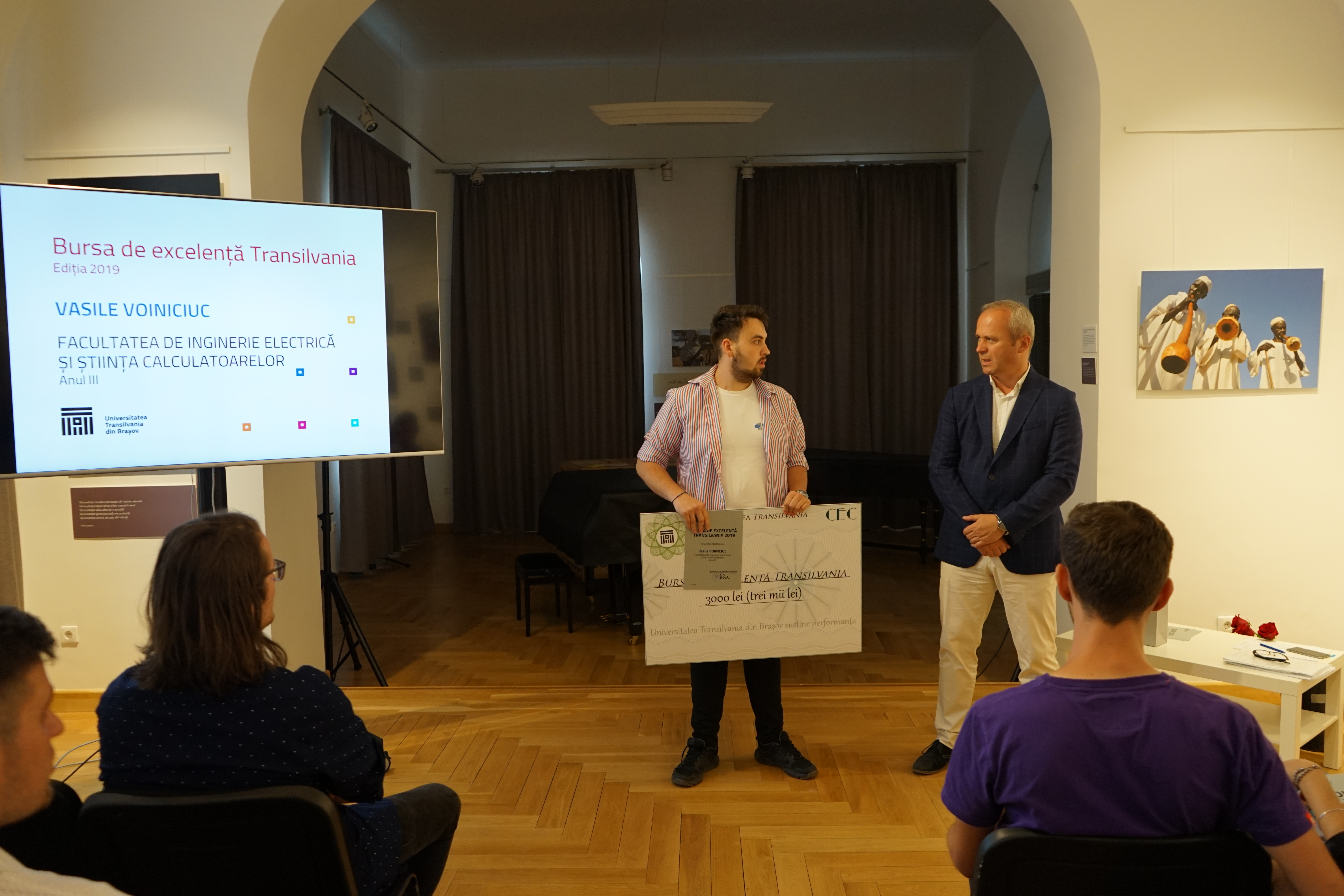
Eveniment premiere Bursa de Excelență Transilvania (25 iunie 2019) Credit foto: UNITBV
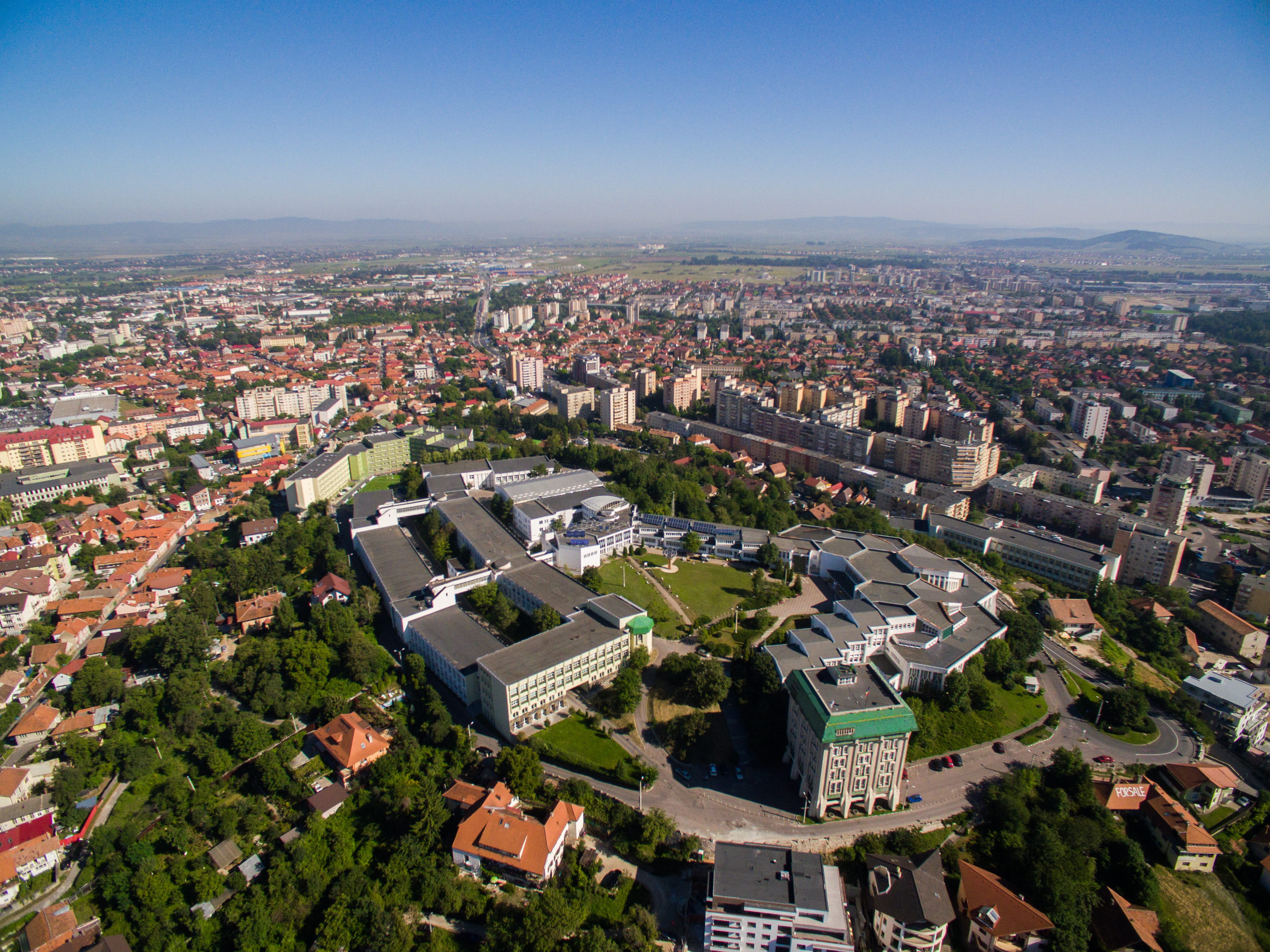
Ansamblul Colina universității (2019) Credit foto: UNITBV
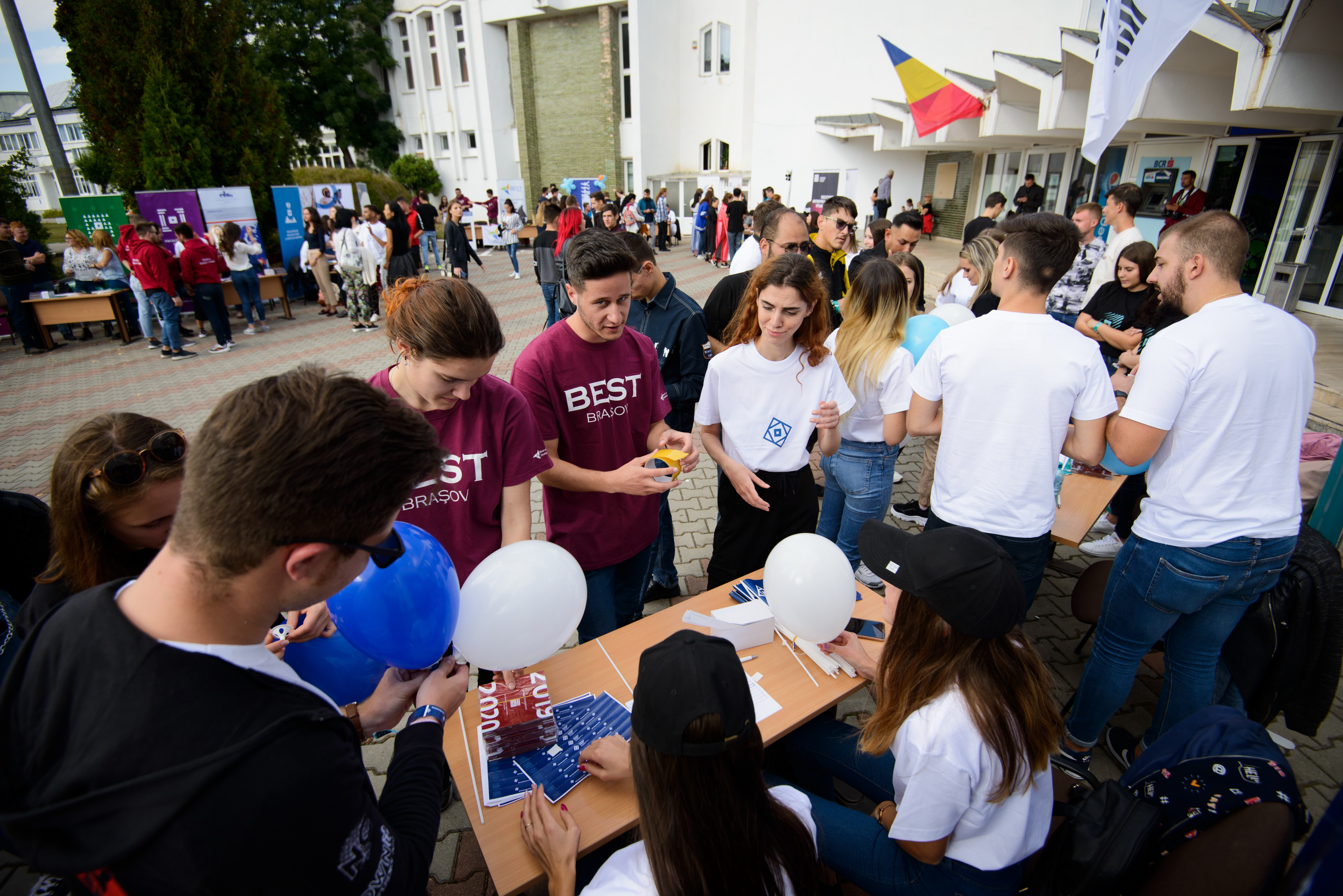
Eveniment dedicat studenților din anul I: Orientation Days (30 septembrie 2019) Credit foto: UNITBV
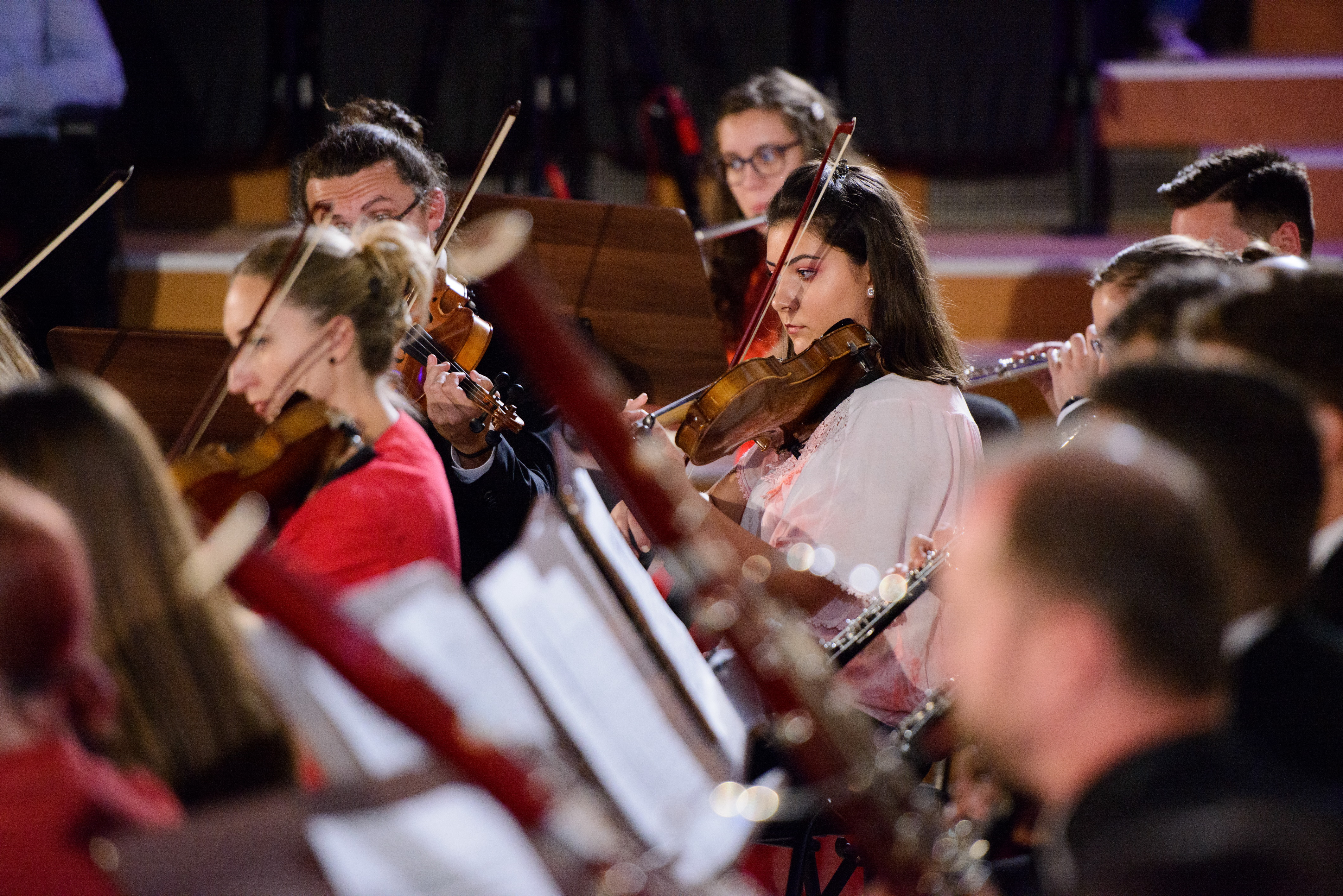
Lansarea orchestrei de cameră a universității (1 octombrie 2019) Credit foto: UNITBV
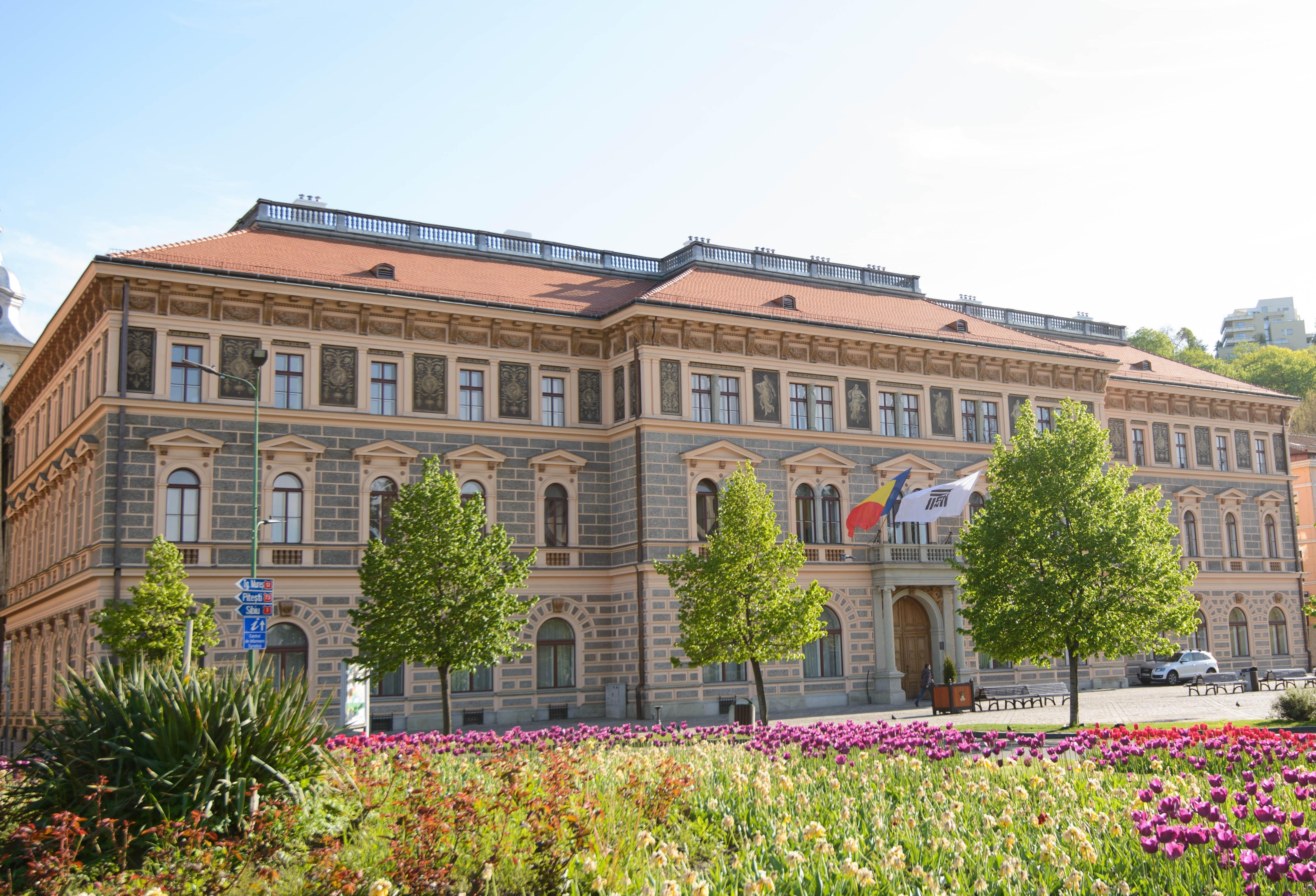
Clădirea Rectoratului (mai 2020) Credit foto: UNITBV

## Viață studențească
Au devenit deja o tradiție următoarele evenimente: Ziua Universității la 1 Martie, Gala șefilor de promoție, Absolvenții în Fața COmpaniilor (AFCO), Școala de vară „Transilvania Summer Event”, „Festivalul Studențesc al Muzicii de Cameră Brassovia”, Conferințele Universității sau Stagiunea de concerte.
Universitatea Transilvania din Brașov dispune de 13 cămine pentru cazarea studenților, oferind un număr de 4.086 locuri de cazare. Căminele sunt amplasate în cadrul a două complexuri studențești, Colina Universității (5) și Memorandului (8). De asemenea, UNITBV dispune de două cantine-restaurant, câte una în fiecare complex, unde zilnic servesc masa circa 1.000 de studenți.  
Suplimentar, studenții se pot aproviziona cu produse alimentare de la magazinul Colina Market, gestionat prin Fundația UNITBV. Tot aici, în zilele însorite, studenții pot profita de terasa magazinului. Alăturat magazinului Colina Market se află Colina Club, un spațiu de relaxare și distracție, dotat cu mese de ping-pong, mese de biliard și jocuri de fussball. 
În cadrul Complexului Colina Universității se află și Colina Arena, un teren de fotbal în aer liber dotat cu gazon artificial, locul unde, în fiecare toamnă, are loc tradiționala competiție fotbalistică studențească Colina League Cup. Foarte aproape de Colina Arena se regăsesc alte 4 săli de sport acoperite destinate studenților, două de tip multifuncțional, o sală de gimnastică și una de fitness.
Studenții Universității Transilvania din Brașov sunt implicați, în fiecare an, în diferite activități științifice, culturale, sportive, administrative etc. De asemenea, studenții universității participă la competiții interne de proiecte, finanțate din venituri proprii, menite să ofere soluții de îmbunătățire continuă a vieții de student în cadrul campusului universității .
Echipa de studenți BlueStreamline reprezintă anual, la nivel internațional, Universitatea Transilvania din Brașov la competițiile de curse auto organizate în cadrul categoriei Formula Student.
Relația Universității Transilvania din Brașov cu mediul economic și socio-cultural brașovean și nu numai, este prioritară și presupune promovarea activităților comune (universitate – companii/ instituții) cu implicarea studenților. Astfel, printre nenumăratele proiecte comune, pot fi amintite evenimente anuale de tradiție precum AFCO (Absolvenții în Fața COmpaniilor), SCSS (Sesiunea cercurilor științifice studențești), Școala de vară TSE (Transilvania Summer Event), Podiumul companiilor dar și realizarea de proiecte comune de licență, disertație și doctorat.
O serie de programe ale Universității Transilvania din Brașov își propun să susțină studenții cu performanțe deosebite: Universitatea susține performanța, Susținerea Șefilor de promoție de la licee care devin studenții universității sau Susținerea Șefilor de promoție ai programelor de licență care continuă studiile prin accederea la programele de masterat ale universității, sunt doar câteva exemple în acest sens.

## Asociații studențești
În universitate își desfășoară activitatea următoarele asociații studențești legal constitute:
- AIESEC Brașov, Str. Memorandului, nr. 32, cămin 8, cam. 200  e-mail: lcbrasov19@gmail.com;
- BEST- Board of European Students of Technology, Str. Universității, nr. 1, cămin 15, et. 5, cam. 510, e-mail: brasov@best.eu.org;
- ASCOR – Asociația Studenților Creștini Ortodocși Români,  Str. Memorandului, nr. 32, cămin 8, parter, e-mail: ascor_bv@yahoo.com;
- ASUT- Asociația Studenților din Universitatea Transilvania din Brașov, Str. Memorandului, nr. 32, cămin 8, etaj 3, e-mail: contact@asut.ro;
- ASSM- Asociația Științifică a Studenților Mediciniști, Str. Nicolae Bălcescu, nr. 56, corp K S1, e-mail: brasovassm@gmail.com;
- ELSA- Asociația Europeană a Studenților în Drept, str. Bobului, nr. 8, e-mail: brasov@ro.elsa.org;
- ATBB- Asociația Tinerilor Basarabeni Brașov, B-dul Eroilor, nr. 25, corp T, sala TS1, e-mail: atb.brasov@gmail.com. [29]

## Baza materială
Universitatea Transilvania din Brașov dispune de o infrastructură complexă și modernizată, astfel încât să faciliteze procesul didactic și de cercetare științifică. Corpurile de clădire sunt localizate pe raza municipiului Brașov, o mare parte dintre acestea fiind dispuse pe Colina Universității.
Fiecare dintre facultățile din universitate și-a dezvoltat laboratoare moderne destinate studenților, acoperind toate programele de studii de licență și masterat, care cuprind echipamente de ultimă generație, infrastructură IT, hard și software specifice diferitelor domenii ale cunoașterii. Universitatea a colaborat direct cu companii și firme care au investit în dezvoltarea de laboratoare bine echipate. 
În ultimii ani, Universitatea Transilvania din Brașov a realizat investiții importante în creșterea infrastructurii necesare derulării procesului didactic. Au fost modernizate 23 de amfiteatre și s-au dezvoltat 300 de laboratoare didactice. 
Pentru asigurarea instrumentelor moderne de predare - învățare - evaluare, începând cu anul 2008 a devenit accesibilă o platformă de eLearning, care a fost optimizată în anul 2017. Accesarea platformei este facilitată de existența a șase săli de calculatoare deschise tuturor studenților și, mai ales, de introducerea internetului în camerele din căminele studențești.
În Universitatea Transilvania din Brașov există două mari complexuri studențești: Memorandului (Memo) și Colina Universității. Complexul Memo cuprinde opt cămine, cu un număr total de 2.313 de locuri de cazare și o cantină-restaurant, iar complexul Colina cuprinde cinci cămine studențești, cu un număr total de 1.773 de locuri de cazare și o cantină-restaurant. În complexul Colina există un teren de sport multifuncțional, dotat cu nocturnă – Colina Arena și un club de biliard și ping-pong – Colina Club .
Colina Universității corpurile A-I, L, Str. Universității nr. 1, 500068 Brașov
−      Facultatea de Științe Economice, Facultatea de Inginerie Tehnologică și Management Industrial, Facultatea de Știința și Ingineria Materialelor, Facultatea de Design de Produs și Mediu, Facultatea de Educație fizică și Sporturi Montane, Facultatea de Ingineria Lemnului
Corpul J, Str. Turnului nr. 5, 500152 Brașov
−      Facultatea de Construcții, Facultatea de Medicină
Corpul K, Str. Nicolae Bălcescu nr.56, 500019 Brașov
−      Facultatea de Medicină, Facultatea de Psihologie și Științele Educației
Corpul N, Str. Politehnicii nr. 1, 500024 Brașov
−      Facultatea de Inginerie Electrică și Știința Calculatoarelor, Facultatea de Inginerie Mecanică, Facultatea de Alimentație și Turism
Corpul P, Str. Iuliu Maniu nr. 50, 500091 Brașov
−      Facultatea de Matematică și Informatică
Corpul R, Str. Castelului nr. 148, 500014 Brașov
−      Facultatea de Alimentație și Turism
Corpul S, Str. Șirul Beethoven nr. 1, 500123 Brașov
−      Facultatea de Silvicultură și Exploatări Forestiere
Corpul T, B-dul Eroilor 25, 500030 Brașov
−      Facultatea de Drept, Facultatea de Litere și Facultatea de Sociologie și Comunicare
Corpul V, Str. Mihai Viteazul nr. 5, 5000174 Brașov
−      Facultatea de Inginerie Electrică și Știința Calculatoarelor
Corpul Z, Str. Andrei Șaguna nr. 2, 500123 Brașov
−      Facultatea de Muzică
Rectoratul Universității Transilvania din Brașov, B-dul Eroilor 29, 500036 Brașov
Aula „Sergiu T. Chiriacescu”, Biblioteca și Editura Universității Transilvania, Str. Iuliu Maniu nr. 41A, 500091 Brașov

## Absolvenți celebri, ALUMNI
Absolvenții Universității Transilvania din Brașov o reprezintă prin cariere de succes atât în mediul academic cât și în cel socio-economic. Având cariere de succes atât la nivel național cât și internațional, absolvenții Universității Transilvania din Brașov sunt ambasadori ai acesteia în domenii diverse: învățământ, sport, muzică, inginerie, cultură, desfășurându-și activitatea în organizații naționale și internaționale sau în propriile firme.
- Andreea Acatrinei – gimnastă, bronz, cu echipa României de gimnastică la Jocurile Olimpice de la Beijing 2008
- Marcian Cristea – profesor universitar, Anglia Ruskin University, Marea Britanie
- Rareș Dumitrescu – scrimer, argint cu echipa României de sabie la Jocurile Olimpice de la Londra 2012
- Felix Golbac – profesor, inspector școlar, Municipiul București
- Victor Hănescu – jucător de tenis, locul 26 ATP 2009
- Alexandru Herlea – profesor universitar emerit, Universite de Technologie Belfort-Montbeliard, Franța
- Felicia Ionescu – economist principal, Federal Reserve System, SUA
- Florin Ioraș – profesor universitar, Buckinghamshire New University, Marea Britanie
- Ray Iunius – economist, director Business Developpement, Ecole Hoteliere de Lausanne, Elveția
- Monica Jiman – economist, Chief Customer Success Officer Pentalog Europe & Asia
- Liviu Mircea Mateș – violonist, director Filarmonica Brașov
- Marius Modiga – profesor de muzică, membru al ansamblului vocal Anatoli
- Paula Rădulescu Ungureanu – jucătoare de handbal, bronz la Campionatul European de Handbal 2010
- Iulian Rusu – dirijor, director artistic Filarmonica Brașov
- Raluca Strămăturaru și Valentin Crețu – sportivi, multiplii campioni naționali la proba de sanie, participanți la trei ediții ale Jocurilor Olimpice de Iarnă
- Gabriel Tamaș – fotbalist, 63 de selecții și 3 goluri pentru echipa reprezentativă de fotbal a României
- Eva Tofalvi – biatlonistă, aur la Campionatul Mondial de biatlon 2008-2009, participantă la 6 ediții ale Jocurile Olimpice de iarnă
- Ciprian Țuțu – dirijor, cadru didactic universitar, doctor în muzică, conduce Corul Academic Radio din București, Corul Gheorghe Dima din Brașov
- Delia Vișan – coordonator proiecte de cercetare științifică, director proiecte internaționale, Universitatea Paris-Dauphine, Franța

## Membri ai comunității academice implicați în viața politică și administrativă
- Ștefan Vasile Beres Arhivat în 15 aprilie 2021, la Wayback Machine. – deputat în Parlamentul României (2008 – 2012)
- Aristotel Căncescu – senator în Parlamentul României (1990 – 1996); Președinte Consiliului Județean Brașov (2000 – 2016)
- Sergiu Chiriacescu – primul primar (prefect) al Județului Brașov după Revoluția din decembrie 1989 (ianuarie – februarie 1990); membru în Consiliul de Prefectură și în Delegația Permanentă a Consiliului Județean Brașov (1990 – 1996); senator în Parlamentul României (1996 – 2000); consilier local al municipiului Brașov
- Ioan-Cristian Chirteș – deputat în Parlamentul României (2012 – 2016) și senator în Parlamentul României (2016 – prezent)
- Ivan Cismaru – senator în Parlamentul României (2004 – 2008), a deținut funcția de Vicepreședinte al Senatului (aprilie – septembrie 2008)
- Allen Coliban – senator în Parlamentul României (2016 – 2020); primar al municipiului Brașov (2020 – 2024)
- Ion Diniță – deputat în Parlamentul României (2012 – 2015)
- Florea Dudiță – senator în Parlamentul României (1992 –1996) și ambasador al României în Republica Federală Germania (1995 – 1997)
- Ion Dumitru – deputat în Parlamentul României (2004 – 2012)
- Marius-Alexandru Dunca – senator în Parlamentul României (2016 – prezent); Ministrul Tineretului și Sportului (4 ianuarie 2017 - 26 ianuarie 2018)
- Gheorghe Flutur – senator în Parlamentul României  (2000 – 2004; 2004 – 2008; 2012 – 2016); președinte al Consiliului Județean Suceava, Ministru al Agriculturii, Pădurilor și Dezvoltării Rurale (decembrie 2004 – octombrie 2006).
- Filip Georgescu – deputat în Parlamentul României (1990 –1992; 2000 – 2012)
- Tinel Gheorghe – deputat în Parlamentul României (2008 – 2012; 2012 – 2016; 2016 – 2020)
- Ioan Ghișe – senator în Parlamentul României (2008 – 2016); deputat în Parlamentul României (1992 – 1996; 2004 – 2008) și primar al municipiului Brașov (1996 – 2004)
- Alexandru Ion Herlea – Ministrul Integrării Europene (11 decembrie 1996 – 22 decembrie 1999); ambasador, șef al Misiunii României pe lângă UE (2000 – 2001)
- Pavel Horj Arhivat în 6 iulie 2020, la Wayback Machine. – deputat în Parlamentul României (2008 – 2012)
- Gheorghe Ialomițeanu – deputat în Parlamentul României (2008 – 2016); ministru al Finanțelor (3 septembrie 2010 – 9 februarie 2012)
- Liviu Laza - Matiuța – deputat  în Parlamentul României (2012 – 2016)
- Gheorghe Marin – deputat în Parlamentul României (1997 – 2004; 2012 – 2016); senator în Parlamentul României (2016 – 2020)
- Ovidius Mărcuțianu – senator în Parlamentul României (2008 – 2012)
- Leonard Orban – comisar european pentru multilingvism (ianuarie 2007 – februarie 2010), ministru al Afacerilor Europene (2011 – 2012) și consilier prezidențial (martie 2010 – septembrie 2011) și (ianuarie 2015 – noiembrie 2021); decorat cu Ordinul „Steaua României” în grad de Cavaler, pentru contribuția adusă la aderarea României la NATO, în 2002[39]
- Ludovic Orban – prim-ministru al României (4 noiembrie 2019 – prezent), ministru al Transporturilor (aprilie 2007 – decembrie 2008); președinte al Partidului Național Liberal din România (din iunie 2017); deputat în Parlamentul României (2008 – 2016)
- Gheorghe Secară – senator în Parlamentul României (1992 – 1996); deputat în Parlamentul României și vicepreședinte al Comisiei de învățământ (1996 – 2000)
- Ovidiu Ioan Silaghi – vicepreședinte al Comisiei pentru control bugetar a Parlamentului European (31 ianuarie 2007 – 2 aprilie 2007); europarlamentar (1 ianuarie 2007 – 2 aprilie 2007) și (4 septembrie 2013 – 10 iunie 2014); deputat în Parlamentul României (2000 – 2004) și (2012 – 2013); Ministrul Transporturilor (7 mai 2012 – 21 decembrie 2012); Ministrul pentru întreprinderi mici și mijlocii, comerț, turism și profesii liberale (5 aprilie 2007 – 22 decembrie 2008)
- Mihai Stepanescu – primar al municipiului Reșița (2008 – 2015)
- Emil Stoica – deputat în Parlamentul României (1990 – 1992; 1992 – 1996)
- Mihai Sturzu – deputat în Parlamentul României (2012 – 2016)
- Lucian Șova – deputat în Parlamentul României (2012 – 2020); Ministrul comunicațiilor și societății informaționale (29 iunie 2017 – 29 ianuarie 2018); Ministru al transporturilor și infrastructurii (29 ianuarie 2018 – 22 februarie 2019)
- Ion Tabugan – deputat în Parlamentul României (2008 – 2012; 2012 – 2016; 2016 – 2020)
- Romică Tomescu – ministru al Apelor, Pădurilor și Protecției Mediului (17 aprilie 1998 – 28 decembrie 2000)